# Pavlikeni
Pavlikeni (bulgariska: Павликени) är en ort i Bulgarien. Den är belägen i kommunen Obsjtina Pavlikeni och regionen Veliko Tărnovo, i den centrala delen av landet, 170 km öster om huvudstaden Sofia. Pavlikeni ligger 157 meter över havet och antalet invånare är 12 214.